# Eric Johannesson
Karl Eric Johannesson, född 28 juli 1913 i Hagfors, Värmland, död 25 november 1998 i Ingarö församling, Värmdö, Stockholms län, var en svensk målare och konstpedagog.
Han var son till snickaren Carl Johannesson och Hanna Roos; han gifte sig 1946 med Gunnel Darelius (1922–2017).
Johannesson studerade vid Berghs reklamskola och företog studieresor till Frankrike och Spanien 1952. Han deltog i flera samlingsutställningar, bland annat på Galleri Vinkeln i Västertorp, där han medverkade  med monotyper och temperamålningar i abstrakt karaktär. Han var inbjuden att medverka i Nyårssalongen Helsingborg 1956 och XIV Salon de Ebusus i Ibiza 1952. Han har illustrerat antologin Poesi om kärlek 1955. Han var anställd som lärare vid Berghs reklamskola 1941–1978. Hans konst består av målade figurmotiv och landskap. 
Johannesson är representerad vid Nationalmuseum med illustrationerna och omslaget till en bok. Makarna Johannesson är begravda på Ingarö kyrkogård.